# كمال الودغيري
كمال الودغيري (مواليد سنة 1968) مهندس اتصالات وعالم فضاء مغربي، يعمل في وكالة الفضاء الأمريكية ناسا. 
كان الودغيري ضمن الطاقم المشرف على هبوط المركبتين سبيريت وأوبورتيونيتي على المريخ، وشارك كذلك في عملية إنزال مختبر علوم المريخ، وكانت مهمته في هذه البعثة الأخيرة متابعة الإشارات التي يصدرها روفر كوريوسيتي خلال عملية نزوله على كوكب المريخ٬ انتقل إلى لوس أنجلوس في الولايات المتحدة في أواخر الثمانينيات ليكمل دراساته العليا في الاتصالات في جامعة جنوب كاليفورنيا.

مرة أخرى، بصم العالم المغربي كمال الودغيري على إنجاز جديد بحصوله على ميدالية «الخدمة الاستثنائية» من طرف وكالة الفضاء الأمريكية «ناسا».

## وكالة الفضاء الدولية
وكالة الفضاء الدولية قررت تتويج مسار الودغيري الحافل، عرفانا بإنجازاته المتواصلة وإسهاماته المتعددة في مشاريع وبرامج الوكالة الرائدة في مجال الاستكشافات الفضائية.
وراكم العالم المغربي تجارب بوكالة الفضاء تمتد لعقدين، وسبق أن حاز في السنة الجارية على خمس جوائز للامتياز حسب الفرق والتي تمنحها الوكالة عربونا على أهمية العمل الجماعي في نجاح مهام البعثات الفضائية.
يعتلي اسم المغربي الودغيري منصات وكالة الفضاء الدولية بإنجازات عديدة لصالح «ناسا»؛ نذكر منها مختبر الذرة الباردة (سي أي إل)، ودوره في العديد من المهمات الفضائية، وخاصة تلك المتعلقة بالمعدات الاستكشافية للمريخ، «كيريوزيتي»، «روفرز»، «سبيريت»، و«أوبورتينيتي»، والمهمة الدولية «كاسيني» التي استهدفت كوكب زحل، ومهمة القمر «غرايل»، ومهمة «جونو» بشأن كوكب المشتري.
العالم المغربي يتولى، حاليا، الإشراف على مجموعة الرادار الكوكبي والراديو في مختبر الدفع النفاث التابع لـ«ناسا»، وتركز أبحاثه على التوصيف الجوي العالمي.
ابن العاصمة العلمية فاس، الذي انطلق حلمه صغيراً بالالتحاق بوكالة الفضاء الأمريكية، في حوزته اليوم أزيد من 39 جائزة للتميز؛ وهو ما يجعله أحد أكثر المتوجين من لدن «ناسا» خلال العشرين سنة الماضية. لتقوده إنجازاته، بدون تردد، إلى التتويج مرة أخرى على رأس بورصة هسبريس لنادي الطالعين.
في عام 1993، بعد سلسلة من المسابقات والمقابلات، كان واحداً من المجندين 6 الذين تم اختيارهم من بين 5000 مرشحا من قبل JPL وهو مختبر الدفع النفاث في باسادينا، وهذه واحدة من أهم المراكز البحثية التابعة لناسا.

## أوسمة
- وسام العرش من درجة ضابط (2012).[6]

## وصلات خارجية
- مغربي في ناسا، كمال الودغيري (بالفرنسية)